# 朱見濂
淮安王朱見濂（1470年—1493年），明朝宗室，淮康王朱祁銓的嫡长子。

## 生平
成化十三年八月（1477年），明宪宗赐名見濂。成化十六年（1480年），朝廷封為淮世子。弘治六年（1493年），朱見濂逝世，虚岁24，諡號安懿世子，身後没有子嗣，故过继弟弟清江王朱見澱的儿子朱祐棨，繼承淮王之位。朱見濂被追封為安王。